# Kasteel Porkuni
Kasteel Porkuni is een voormalig kasteel in de Estse plaats Porkuni. Alleen de funderingen en één poorttoren zijn overgebleven van het zogenaamde versterkteTafelgut, dat vroeger toebehoorde aan de bisschop van Tallinn. Het werd in 1479 op een heuvel bij het Porkuni-meer gebouwd door Simon von der Borch. Het kampkasteel had kanontorens in de hoeken. Tijdens de Lijflandse Oorlog raakte het kasteel zwaar beschadigd, maar de poorttoren, rechthoekig aan de onderkant en achthoekig aan de bovenkant, overleefde. Tegenwoordig herbergt de kasteeltoren een kalksteenmuseum.